# 動く人工島
『動く人工島』（うごくじんこうとう、原題：L'Île à hélice ）は、フランスのSF作家ジュール・ヴェルヌの科学小説である。1895年初版で、原題を直訳すると『スクリュー島』になる。

## 内容
フランス人の弦楽四重奏団の4人はアメリカ巡業中に、謎のスタンダード島政府の手によって島に連れてこられた。スタンダード島は当時最高の科学技術を使って作られた人工島であり、海の上を移動することができたのだ。4人を賓客として迎え、島は南太平洋への航海に乗り出す。南洋でのさまざまな出来事、科学技術の粋を活かした理想都市の姿、その島内での2つの党派による対立などが描かれる。

## 特徴
ヴェルヌ後期の代表作で、生家のあったロワール川の中州の島と生涯あった冒険精神が融合した傑作とされる。また、他の作品にはあまり見られない特色として、党派の対立が描かれている点がある。ヴェルヌが作品に政治的な思想を入れることは珍しいことではない。ここで党派の対立が描かれた背景には、1883年アミアン市の左派の市議会議員となったことと関連があると考えられる。

## 日本語訳
- 『うごく島の秘密』塩谷太郎（抄訳）、学研、1964年
- 『動く海上都市』三輪秀彦（抄訳）、集英社、1968年
- 『動く人工島』三輪秀彦（抄訳）、創元SF文庫、1978年